# (3597) Kakkuri
(3597) Kakkuri (1941 UL) – planetoida z pasa głównego asteroid okrążająca Słońce w ciągu 5,65 lat w średniej odległości 3,17 j.a. Odkryła ją Liisi Oterma 15 października 1941 roku.